# Hyperlasion capitulatum
Hyperlasion capitulatum är en tvåvingeart som beskrevs av Werner Mohrig 2003. Hyperlasion capitulatum ingår i släktet Hyperlasion och familjen sorgmyggor.
Artens utbredningsområde är Costa Rica. Inga underarter finns listade i Catalogue of Life.